# Hibbertia pungens
Hibbertia pungens är en tvåhjärtbladig växtart som beskrevs av George Bentham. Hibbertia pungens ingår i släktet Hibbertia och familjen Dilleniaceae. Inga underarter finns listade i Catalogue of Life.